# Crusade
Crusade is een Amerikaanse sciencefictiontelevisieserie, bedacht en ontwikkeld door J. Michael Straczynski. Het is een spin-off van de serie Babylon 5. De serie bestaat uit dertien afleveringen. Er waren meer afleveringen gepland maar de show werd vroegtijdig en abrupt geannuleerd.

## Verhaal
Het verhaal situeert zich vijf jaar na het aflopen van de serie Babylon 5 en net na de ontwikkelingen uit de film Babylon 5: A Call to Arms. Een vijandig buitenaards ras heeft de atmosfeer van de Aarde vergiftigd en alle leven zal binnen vijf jaar vernietigd zijn. Kapitein Matthew Gideon en zijn bemanning gaan op zoek naar een tegengif of mensen die hen daarbij kunnen helpen, om het leven op Aarde te kunnen redden.

## Cast
| Acteur             | Personage               |
| ------------------ | ----------------------- |
| Gary Cole          | Capt. Matthew Gideon    |
| Daniel Dae Kim     | Lt. John Matheson       |
| Tracy Scoggins     | Capt. Elizabeth Lochley |
| Peter Woodward     | Galen                   |
| Marjean Holden     | Dr. Sarah Chambers      |
| David Allen Brooks | Max Eilerson            |

## Afleveringen
1. War Zone
2. The Long Road
3. The Well of Forever
4. The Path of Sorrows
5. Patterns of the Soul
6. Ruling from the Tomb
7. The Rules of the Game
8. Appearances and Other Deceits
9. Racing the Night
10. The Memory of War
11. The Needs of Earth
12. Visitors from Down the Street
13. Each Night I Dream of Home